# Menesida nigripes
Menesida nigripes är en skalbaggsart som beskrevs av Stefan von Breuning 1954. Menesida nigripes ingår i släktet Menesida och familjen långhorningar. Inga underarter finns listade i Catalogue of Life.